# Estadio Alfonso López Pumarejo
El Estadio Alfonso López Pumarejo es un estadio de fútbol de la Universidad Nacional de Colombia ubicado en la Ciudad Universitaria de Bogotá. Lleva el nombre del expresidente Alfonso López Pumarejo, bajo cuyo gobierno se comenzó a construir la Ciudad Universitaria.

## Historia
El estadio se encuentra en el campus de la Universidad Nacional de Colombia y fue diseñado en 1938 por el arquitecto alemán Leopoldo Rother.

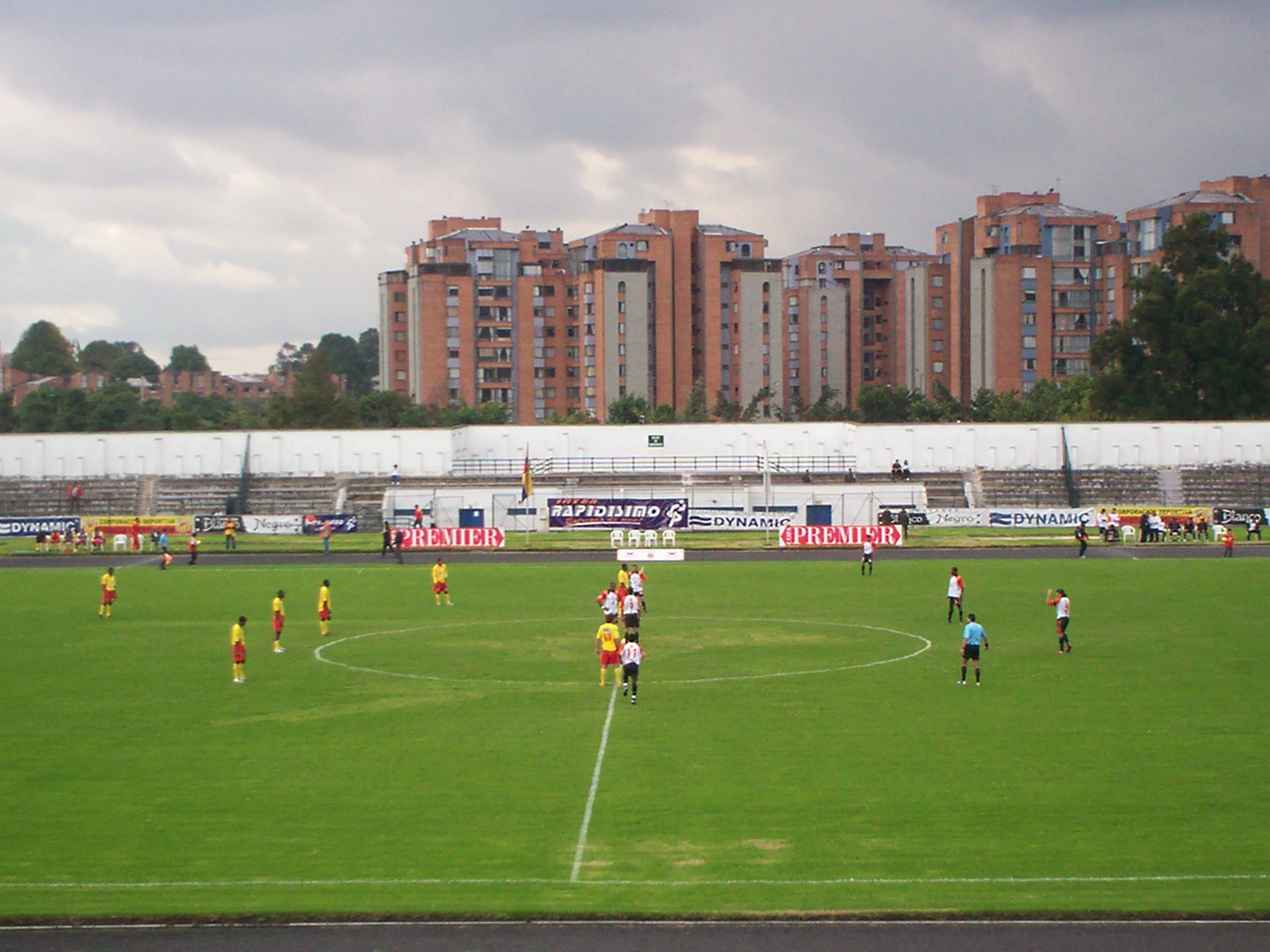
Partido entre el Bogotá F.C. (amarillo) y Academia F.C. (blanco) en la Universidad Nacional en 2009.

Se convirtió en uno de los primeros escenarios deportivos en Colombia, testigo de innumerables eventos de mucha importancia en la vida nacional de los años 1930 y años 1940.  
Fue sede de los primeros Juegos Bolivarianos en 1938 en conjunto con el recién construido El Campín.  
En 1958 fue el escenario principal de los primeros Juegos Deportivos Universitarios Nacionales. Entre 1948 y 1952 fue la sede y el escenario del equipo de fútbol profesional de la Universidad Nacional de Colombia. 
Además fue la sede de Independiente Santa Fe desde 1948 hasta 1951, ganando allí el primer Campeonato de fútbol profesional colombiano en 1948. 
También fue sede provisional de Millonarios en 1950 y parte de 1951, hasta la reinauguración del Estadio Nemesio Camacho El Campín, que fue reconstruido en esos años, y se convirtió en la sede definitiva de estos dos equipos hasta la actualidad. 
Entre 1999 y 2001, la Universidad Nacional de Colombia participó nuevamente en la Primera C, y lo usó como escenario.

### SigloXXI
Para el torneo de la Primera B 2003 y en la Temporada 2004 sirvió como escenario de los partidos en condición de local del Bogotá Chicó, luego de que este dejara de jugar en el Parque Estadio Olaya Herrera. Allí jugó hasta el cambio de nombre y se trasladó a Tunja, donde permanece en la actualidad.
En la Temporada 2007, el equipo recientemente ascendido a la Categoría Primera A, La Equidad, utilizó este escenario deportivo en el Torneo Apertura 2007 para jugar de local, hasta que el Estadio Metropolitano de Techo terminó de ser remodelado y también en el Torneo Apertura 2010 en el todos contra todos. 
El Bogotá F. C. lo tomó como su sede en el campeonato de Primera B entre las temporadas 2007 y 2012. Posteriormente, el estadio fue declarado Patrimonio y Monumento Nacional.
Para el año 2025 el escenario se encuentra en avanzado estado de abandono y ha sido objeto de vandalismo.